# Gouvernement Andreotti VII
 (septembre 2023).
Si vous disposez d'ouvrages ou d'articles de référence ou si vous connaissez des sites web de qualité traitant du thème abordé ici, merci de compléter l'article en donnant les références utiles à sa vérifiabilité et en les liant à la section « Notes et références ».
République italienne
Andreotti VI Amato I
Le gouvernement Andreotti VII (Governo Andreotti VII, en italien) est le gouvernement de la République italienne entre le 12 avril 1991 et le 24 avril 1992, durant la Xe législature du Parlement.

## Coalition et historique
Dirigé par le président du Conseil démocrate-chrétien sortant Giulio Andreotti, il est soutenu par une coalition entre la Démocratie chrétienne (DC), le Parti socialiste italien (PSI), le Parti social-démocrate italien (PSDI) et le Parti libéral italien (PLI), qui disposent ensemble de 356 députés sur 630 à la Chambre des députés, soit 56,5 % des sièges, et de 176 sénateurs sur 325 au Sénat de la République, soit 54,2 % des sièges.
Il a été formé à la suite de la démission, le 29 mars 1991, du gouvernement Andreotti VI, soutenu par la DC, le PSI, le Parti républicain italien (PRI), le PSDI et le PLI.
À la suite des élections générales des 5 et 6 avril 1992, la DC passe, pour la première fois, sous la barre des 30 %. Andreotti annonce sa démission le 24 avril, peu de temps après l'ouverture de la législature. Le président de la République, Francesco Cossiga, l'imite quatre jours plus tard, appelant à l'élection d'un « président fort », doté de larges prérogatives. Le 28 mai, Oscar Luigi Scalfaro est élu chef de l'État et choisit, le 28 juin, le socialiste Giuliano Amato, ancien ministre du Trésor, comme président du Conseil. Celui-ci forme alors un gouvernement avec la DC, le PSDI et le PLI.

## Composition

### Initiale (12 avril 1991)
| Poste | Titulaire | Titulaire             | Parti |
| --- | --------- | --------------------- | ----- |
| Président du Conseil des ministres Ministre des Participations de l'État Ministre des Biens culturels                            |           | Giulio Andreotti      | DC    |
| Vice-président du Conseil des ministres Ministre des Grâces et de la Justice                                                     |           | Claudio Martelli      | PSI   |
| Ministres sans portefeuille |           |                       |       |
| Ministre pour la Fonction publique                                                                                               |           | Remo Gaspari          | DC    |
| Ministre pour la coordination des Politiques communautaires                                                                      |           | Pier Luigi Romita     | PSI   |
| Ministre pour les Interventions extraordinaires dans le Mezzogiorno                                                              |           | Calogero Mannino      | DC    |
| Ministre pour la coordination de la Protection civile                                                                            |           | Nicola Capria         | PSI   |
| Ministre pour les Affaires sociales                                                                                              |           | Rosa Iervolino        | DC    |
| Ministre pour les Réformes institutionnelles Ministre pour les Affaires régionales et les Problèmes institutionnels (03/01/1991) |           | Mino Martinazzoli     | DC    |
| Ministre pour les Problèmes des zones urbaines                                                                                   |           | Carmelo Conte         | PSI   |
| Ministre pour les Relations avec le Parlement                                                                                    |           | Egidio Sterpa         | PLI   |
| Ministre pour les Italiens de l'étranger et l'Immigration                                                                        |           | Margherita Boniver    | PSI   |
| Ministres |           |                       |       |
| Ministre des Affaires étrangères                                                                                                 |           | Gianni De Michelis    | PSI   |
| Ministre de l'Intérieur |           | Vincenzo Scotti       | DC    |
| Ministre du Budget et de la Programmation économique                                                                             |           | Paolo Cirino Pomicino | DC    |
| Ministre des Finances |           | Rino Formica          | PSI   |
| Ministre du Trésor |           | Guido Carli           | DC    |
| Ministre de la Défense |           | Virginio Rognoni      | DC    |
| Ministre de l'Instruction publique                                                                                               |           | Riccardo Misasi       | DC    |
| Ministre des Travaux publics |           | Giovanni Prandini     | DC    |
| Ministre de l'Agriculture et des Forêts                                                                                          |           | Giovanni Goria        | DC    |
| Ministre des Transports |           | Carlo Bernini         | DC    |
| Ministre des Postes et des Télécommunications                                                                                    |           | Carlo Vizzini         | PSDI  |
| Ministre de l'Industrie, du Commerce et de l'Artisanat                                                                           |           | Guido Bodrato         | DC    |
| Ministre de la Santé |           | Francesco De Lorenzo  | PLI   |
| Ministre du Commerce extérieur                                                                                                   |           | Vito Lattanzio        | DC    |
| Ministre de la Marine marchande                                                                                                  |           | Ferdinando Facchiano  | PSDI  |
| Ministre du Travail et de la Sécurité sociale                                                                                    |           | Franco Marini         | DC    |
| Ministre du Tourisme et du Divertissement                                                                                        |           | Carlo Tognoli         | PSI   |
| Ministre de l'Environnement |           | Giorgio Ruffolo       | PSI   |
| Ministre de l'Enseignement supérieur et de la Recherche scientifique                                                             |           | Antonio Ruberti       | PSI   |